# شارع كاظمار

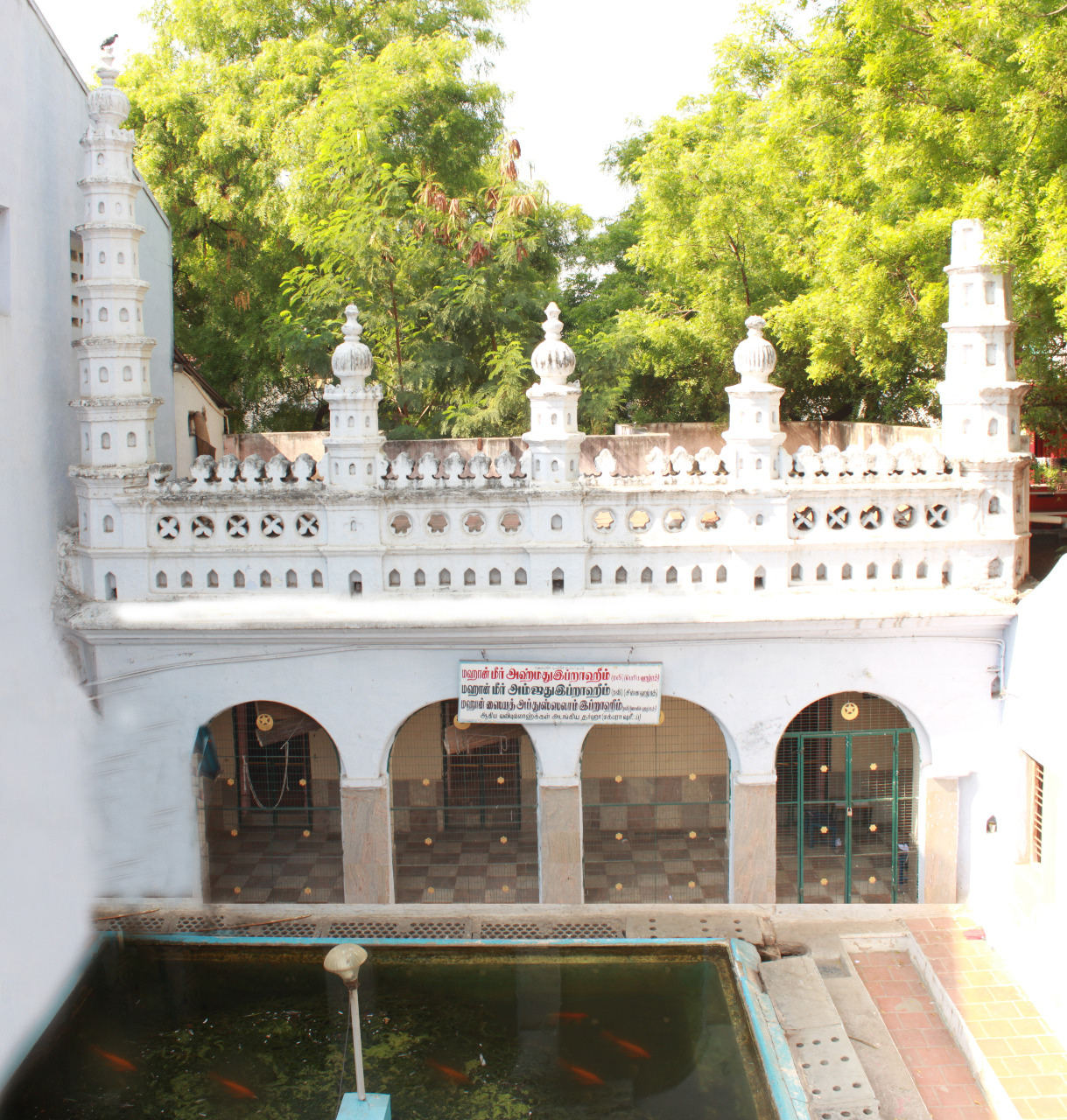
إحدى المقابر الإسلامية في شارع كاظمار.

شارع كاظمار هو شارع تاريخي بمدينة مادوراي الهندية والواقعة بولاية تامل نادو بدأ الناس باستيطان المنطقة التي يقع فيها الشارع منذ القرن الثالث عشر. ويشكّل المسلمون غالبية قاطني شارع كاظمار حيث يشكلون ما نسبته 99.2% من مجموع السكان، والنسبة المتبقية للهندوس.